# Савицкий, Сильвестр
Сильвестр Савицкий-Дроздович (исп. Silvestre Savitski, 1894—1954) — российский революционер-интернационалист, участник левого движения в Колумбии и Мексике. Один из наиболее таинственных персонажей в истории коммунистического движения Латинской Америки.

## Биография
Красноармейский командир Сильвестр Савицкий был послан в Китай для закупки зерна, однако во время нахождения на территории Японии у него возникли проблемы с властями. Оттуда он выехал в Панаму и в 1922 году обосновался в Боготе, где вместе с Луисом Техадой организовал марксистский кружок.
В 1923 году под его влиянием члены кружка начали искать связи с III Интернационалом. 6 марта 1924 года они сформировали оргкомитет, который 1 мая того же года заявил о создании Коммунистической партии Колумбии, а 28 мая общее собрание приняло программу и устав партии. Также партия обязалась следовать 21 условию
Несмотря на протесты в левых кругах, 27 июня 1925 года декретом № 1142 Сильвестр Савицкий был выслан из страны за «пропаганду доктрин, подрывающих социальный порядок, таких как анархизм и коммунизм». После этого он обосновался в Мексике, где сотрудничал с Мексиканской коммунистической партией до конца своей жизни.